# Hsieh Tzong-Tze
Hsieh Tzong-Tze (né le 3 novembre 1967) est un athlète de Taïwan, spécialiste du sprint (et notamment du 200 m).
Il participe aux Championnats du monde à Tokyo en 1991 sur le 100 m (éliminé en séries).
En 1986, à Djakarta, il remporte la médaille d'or lors des Championnats d'Asie juniors, en 21 s 21 (avec vent favorable). Il détient le record de la « Chine de Taipei » du relais 4 × 100 m, avec laquelle il remporte la médaille d'argent aux Jeux asiatiques de 1990, en 39 s 27.